# L'Origine rouge
L'Origine rouge est une pièce de théâtre de Valère Novarina créée le 9 juillet 2000 au Festival d'Avignon. Elle est ensuite publiée aux éditions P.O.Let reprise au théâtre national de la Colline.

## Argument
La pièce est du théâtre de l'absurde et se sert d'éléments simples exprimés dans un langage et une syntaxe complexe pour raconter la création du monde,. Novarina se sert notamment de personnages avec des noms symboliques comme l'Anthropoclaste, le Bonhomme Nihil, le Contre sujet ou l'Enfant Circonflexe.